# ハックルバック (曲)
「ハックルバック (The Hucklebuck)」（別表記：The Huckle-Buck）は、1949年にポール・ウィリアムズと彼のハックルバッカーズ (Paul Williams and His Hucklebuckersis) によって最初に広められた、ジャズないしリズム・アンド・ブルースのダンス楽曲。作曲は、アンディ・ギブソンとされており、後にロイ・アルフレッドによって歌詞が書かれた。この曲は、ジャンルを超えたクロスオーバー・ヒットとなって、ダンスの熱狂を生み出し、数年後に到来したロックンロールの人気を、様々な意味で先取りするようなものとなった。他の多くのミュージシャンたちによっても録音され、人気を博したが、この曲を手がけた中には、ラッキー・ミリンダー、ロイ・ミルトン、トミー・ドーシー、フランク・シナトラ、ライオネル・ハンプトン、ルイ・アームストロング、チャビー・チェッカー、ボ・ディドリー、オーティス・レディング、キャンド・ヒート、コースト・トゥ・コーストらがいた。

## オリジナル録音
12小節から成るブルース形式を基に構成されたこの曲は、最初にポール・ウィリアムズと「ハックルバッカーズ」とクレジットされた彼のバンドによって、テディ・レイグのプロデュースのもと、1948年12月15日にニューヨークで録音された。作曲のクレジットはアンディ・ギブソンとなっており、最初のレコードはサヴォイ・レコードからリリースされた。このセッションに参加したパーソネルは、フィル・ギルボー（トランペット）、ミラー・サム (Miller Sam)（テナー・サクソホーン）、ポール・ウィリアムズ（バリトン/アルト・サクソホーン）、フロイド・テイラー (Floyd Taylor)（ピアノ）、ハーマン・ホプキンス (Herman Hopkins)（ベース）、リーサム・マレット (Reetham Mallett)（ドラムス）であった。
ウィリアムズがこの曲を最初に聞いたのは、同年の早い時期に、ニューアークかボルチモアで共演したラッキー・ミリンダーと彼のバンドが、リハーサルでこの曲を演奏していた時であった。もともとこの曲は、ギブソンがミランダーのために作曲したもので、「Dナチュラル・ブルース (D'Natural Blues)」という曲名（フレッチャー・ヘンダーソンが1928年に書いた同じような曲名の楽曲とは関係はない）で、ミリンダーと彼のバンドはこちらの曲名でRCAレコードのために1949年1月に録音を行っていた。この曲は、チャーリー・パーカーが作曲し、1945年に最初に録音した「Now's the Time」から強い影響を受けており、この録音もサヴォイのためにレイグがプロデュースしたもので、演奏したバンドにはディジー・ガレスピー、マイルス・デイヴィス、マックス・ローチが参加していた。ミリンダーは後に、ギブソンと音楽出版社ユナイテッド・ミュージック (United Music) を相手取り、著作権侵害で訴訟を起こし、最終的にはこれを取り下げたが、「Dナチュラル・ブルース」についての自身の権利は保持し続けた。
ギブソンの曲を演奏するようになったウィリアムズは、ペンシルベニア州デボンにおけるショーで、観衆たちがハックルバック (the Hucklebuck) と称する新しいダンスを踊っているのに気づいた。ウィリアムズは、この曲の名を「ハックルバック (The Huckle-Buck)」と改め、これを吹き込んだレコードは R&B チャートを急上昇した。1949年3月にはチャートの首位に達し、14週にわたって首位を守り、チャートには合わせて32週間とどまった。このレコードは50万枚売れたとされており、様々な売上記録を塗り替えた。ウィリアムズのコンサートは、次第に混乱した雰囲気となったが、レイグによれば、彼はウィリアムズに「演奏しながら脚を蹴り上げたり、前屈したり、屈んだり、床に寝そべってサクソホーンを吹くんだ」と言って、活気付いた演奏をするよう教えたという。ウィリアムズは、それまでにも既に R&B のヒット曲を数曲出していたが、「ハックルバック」によって人気が確立され、以降はポール・"ハックルバック"・ウィリアムズ (Paul "Hucklebuck" Williams) として言及されるようになった。ミリンダーが、同様にインストゥルメンタル曲として出した「Dナチュラル・ブルース」も R&B チャートで4位まで上昇し、12週間チャートにとどまった。